# Tipula (Eumicrotipula) steinbachi
Tipula (Eumicrotipula) steinbachi is een tweevleugelige uit de familie langpootmuggen (Tipulidae). De soort komt voor in het Neotropisch gebied.